# Anna Amalie af Sachsen-Weimar-Eisenach
Anna Amalie af Sachsen-Weimar-Eisenach (født 24. oktober 1739 i Wolfenbüttel, død 10. april 1807 i Weimar) var en tysk komponist og hertuginde.